# Британский журнал фотографии
Британский журнал фотографии (англ. British Journal of Photography, BJP) — ежемесячный (сперва выходил каждые две недели, затем был еженедельным) научно-технический журнал, освещающий вопросы научной и прикладной фотографии, фототехники и обучения в области фотографии и издаваемый в Великобритании организацией «1854». Второй по старшинству из журналов о фотографии в мире, выходит с 1854 года (самым старым является «The Photographic Journal», издающийся с 1853 года).
Публикует статьи о фото- и киноаппаратуре, технике съёмки, ранее публиковал информацию про обработку фотоматериалов. Материалы также содержат различные анонсы фотографических выставок и конференций научной и прикладной фотографии, обзоры различных современных технических средств и рецензии на фотографическую литературу.